# Karl Fittler
Karl Fittler (* 1. Januar 1894 in Ebertsheim; † 1. April 1966 in Kirchheimbolanden) war ein deutscher Politiker (SPD).

## Leben
Fittler arbeitete seit 1919 in verschiedenen Tätigkeiten und wurde 1925 als Angestellter beim Arbeitsamt in Kirchheimbolanden beschäftigt. Nach der Machtübernahme der Nationalsozialisten wurde er aus politischen Gründen entlassen und war anschließend arbeitslos. Von 1937 bis 1945 war er bei einer Obstabsatzgenossenschaft tätig, zuletzt als Geschäftsführer.
Fittler war 1946/47 Mitglied der Beratenden Landesversammlung des Landes Rheinland-Pfalz und wurde danach in den Rheinland-Pfälzischen Landtag gewählt, dem er bis 1951 angehörte. Hier war er Vorsitzender des Wiederaufbauausschusses. Ehrenamtlich amtierte er 1945 als Zweiter Bürgermeister und von 1946 bis 1956 dann als Erster Bürgermeister der Stadt Kirchheimbolanden.

## Ehrungen
- Karl-Fittler-Straße in Kirchheimbolanden
- Freiherr-vom-Stein-Plakette